# Норинська сільська рада
Норинська сільська рада — колишня адміністративно-територіальна одиниця та орган місцевого самоврядування у Лугинському і Овруцькому районах Коростенської і Волинської округ, Київської й Житомирської областей Української РСР та України з адміністративним центром у с. Норинськ.

## Населені пункти
Сільській раді були підпорядковані населені пункти:
- с. Норинськ
- с. Мощаниця
- с. Підвелідники

## Населення
Кількість населення ради, станом на 1923 рік, становила 2 613 осіб, кількість дворів — 485.
Кількість населення сільської ради, станом на 1924 рік, становила 2 631 особу.
Відповідно до результатів перепису населення СРСР, кількість населення ради, станом на 12 січня 1989 року, становила 2 019 осіб.
Станом на 5 грудня 2001 року, відповідно до перепису населення України, кількість мешканців сільської ради становила 1 570 осіб.

## Склад ради
Рада складалася з 16 депутатів та голови.

### Керівний склад сільської ради
| ПІБ                        | Основні відомості                                                 | Дата обрання | Дата звільнення |
| -------------------------- | ----------------------------------------------------------------- | ------------ | --------------- |
| Ващук Тетяна Анатоліївна   | Сільський голова, 1972 року народження, освіта                    | 26.03.2006   | 31.10.2010      |
| Бортник В"ячеслав Іванович | Сільський голова, 1969 року народження, освіта вища, безпартійний | 31.10.2010   |                 |

Примітка: таблиця складена за даними джерела

## Історія
Створена 1923 року в складі містечка Норинськ, сіл Загребельна Слобода (Загребля), Кайтанівка, Рудня-Мощаниця (Мощаниця) та поселення Свобода Норинської волості Овруцького повіту Волинської губернії. Станом на 17 грудня 1926 року в підпорядкуванні значився хутір Забороддя, який, на 1 жовтня 1941 року, не числився на обліку населених пунктів.
Станом на 1 вересня 1946 року сільська рада входила до складу Овруцького району Житомирської області, на обліку в раді перебували села Загребля, Кайтанівка та Норинськ, с. Мощаниця у довіднику пропущене, вис. Свобода не значився на обліку населених пунктів.
27 лютого 1961 року, відповідно до рішення Житомирського облвиконкому № 152 «Про проведення змін в адміністративно-територіальному поділі районів області», взято на облік с. Підвелідники. 5 липня 1965 року, відповідно до рішення Житомирського облвиконкому № 403 «Про зміни в адміністративно-територіальному поділі Бердичівського, Дзержинського, Любарського, Новоград-Волинського і Радомишльського районів та про об'єднання окремих населених пунктів області», села Загребля та Кайтанівка приєднані до с. Норинськ.
На 1 січня 1972 року сільська рада входила до складу Овруцького району Житомирської області, на обліку в раді перебували села Мощаниця, Норинськ та Підвелідники.
Ліквідована 9 листопада 2017 року через об'єднання до складу Овруцької міської територіальної громади Овруцького району Житомирської області.
Входила до складу Лугинського (7.03.1923 р.) та Овруцького (25.01.1926 р.) районів.